# La Trinité (Paris)

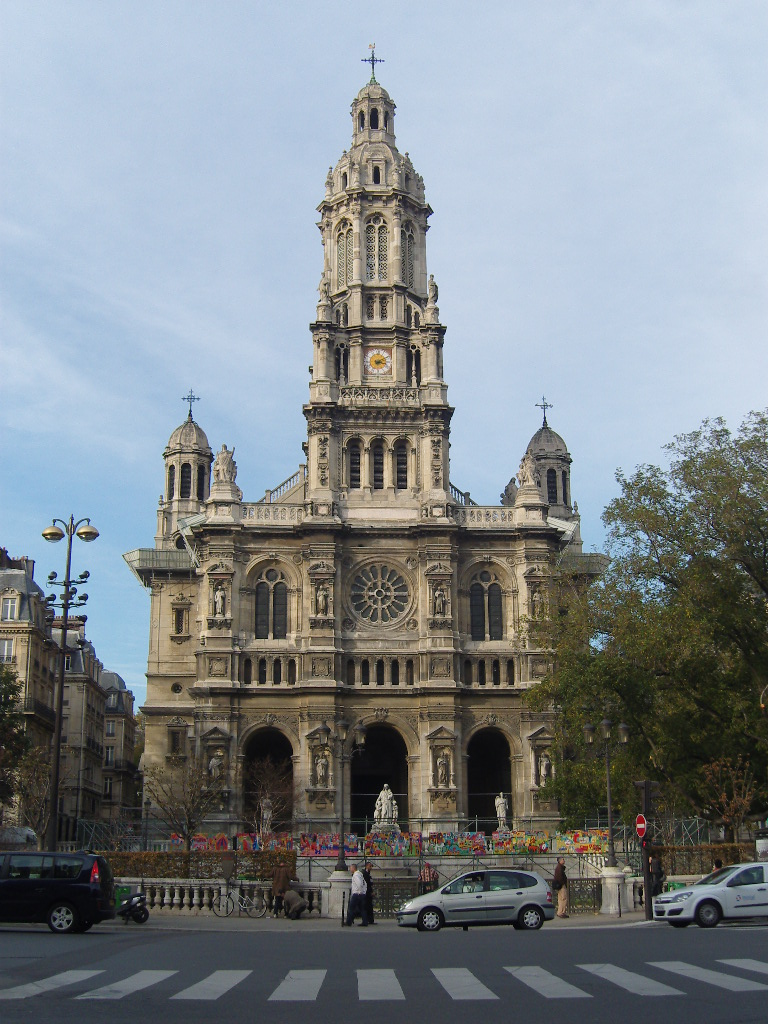
La Trinité

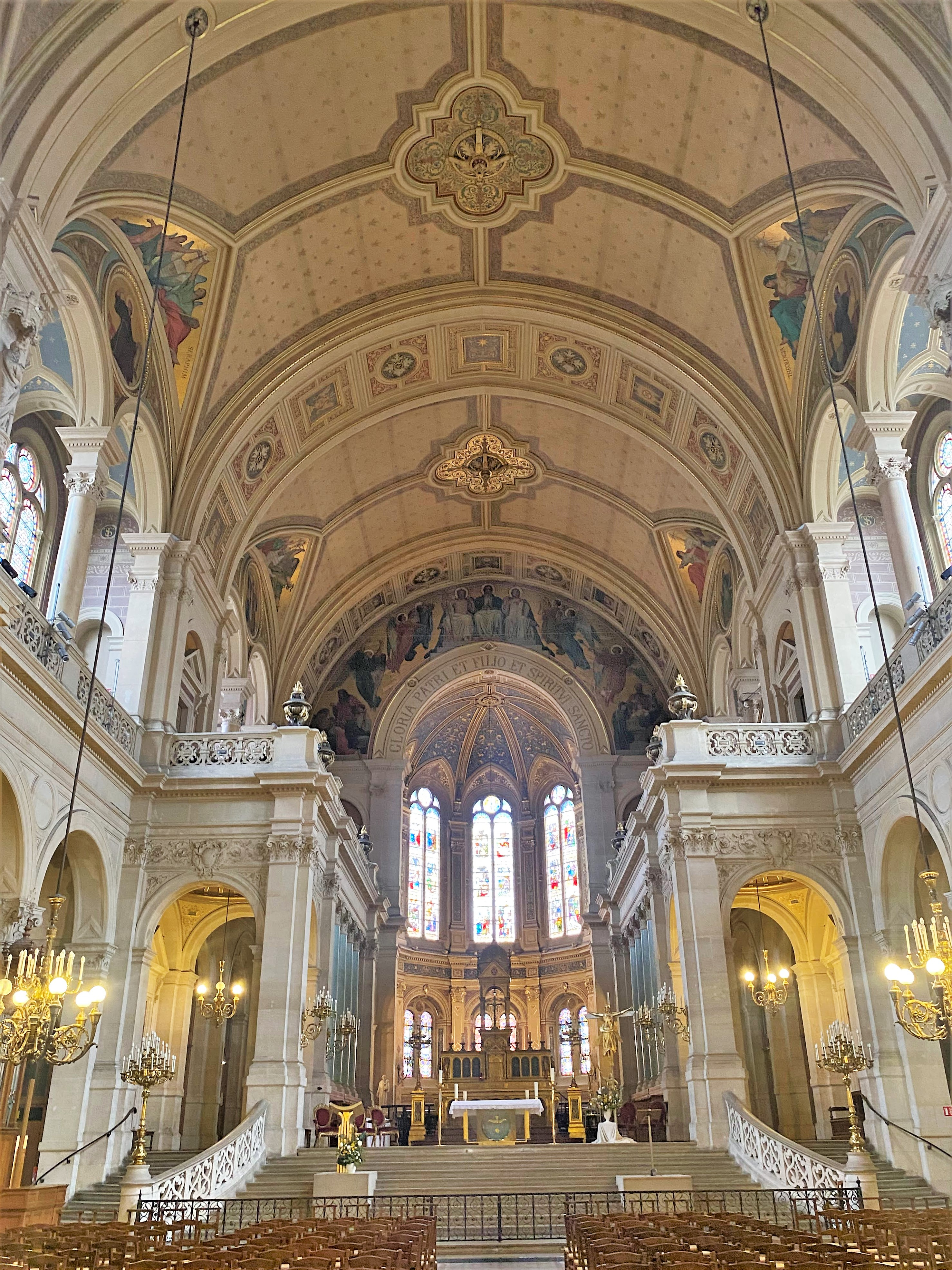
Kirchenschiff

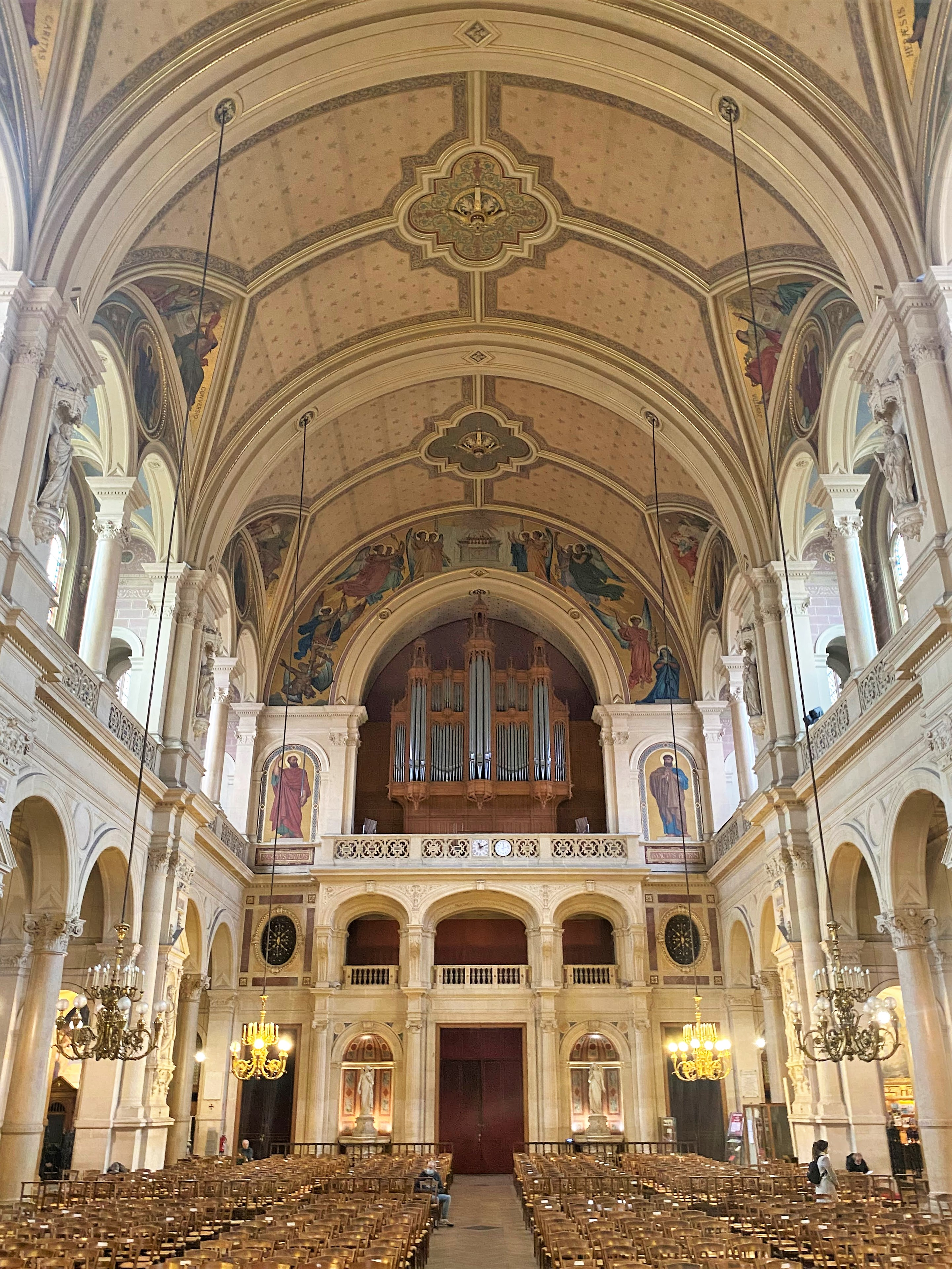
Blick zur Empore

Die Pfarrkirche La Trinité (Église de la Sainte-Trinité, deutsch: Dreifaltigkeitskirche) steht im 9. Arrondissement von Paris an der Place d’Estienne d’Orves, am Anfang der Rue Blanche, in der Verlängerung der Rue Saint-Lazare und der Rue de la Chaussée d’Antin. (Letztere wurde so angelegt, dass man einen Blick von der Kirche bis zur Opéra Garnier hat.) Die anliegende Station der Métrolinie 12 wurde nach der Kirche benannt.

## Geschichte
Vor dem Bau der Kirche stand an ihrem Platz ein berühmtes Kabarett namens La Grande Pinte. Nach dessen Schließung wurde 1861 mit dem Bauarbeiten begonnen. Zum Architekten des von Baron Haussmann in Auftrag gegebenen Baus wurde Théodore Ballu berufen, der die Kirche im Stil der französischen Renaissance errichtete. Obwohl das Kircheninnere sehr luxuriös ausgestattet wurde, dauerte die Fertigstellung nur etwa sechs Jahre. Die Kosten beliefen sich auf damalige knapp vier Millionen Franc. Die Fertigstellung war 1867. Im gleichen Jahr wurde die Kirche eingeweiht. Am 11. März 1869 wurde hier die Trauerfeier für Hector Berlioz gehalten. Im Jahre 1986 ist Trinité die erste Kirchengemeinde in Frankreich, die der Gemeinschaft Emmanuel vom damaligen Erzbischof von Paris Jean-Marie Lustiger anvertraut wurde, um gemeinsam den seelsorgerischen Dienst zu beleben. Die Bischöfe Dominique Rey und Jacques Benoit-Gonnin waren jeweils vor ihrer Ernennung Pfarrer der Sainte-Trinité.

## Bleiglasfenster
Die Bleiglasfenster der Kirche stammen zum größten Teil aus der Entstehungszeit der Kirche. Sie wurden zum Teil von Paul Nicod aus Paris geschaffen.

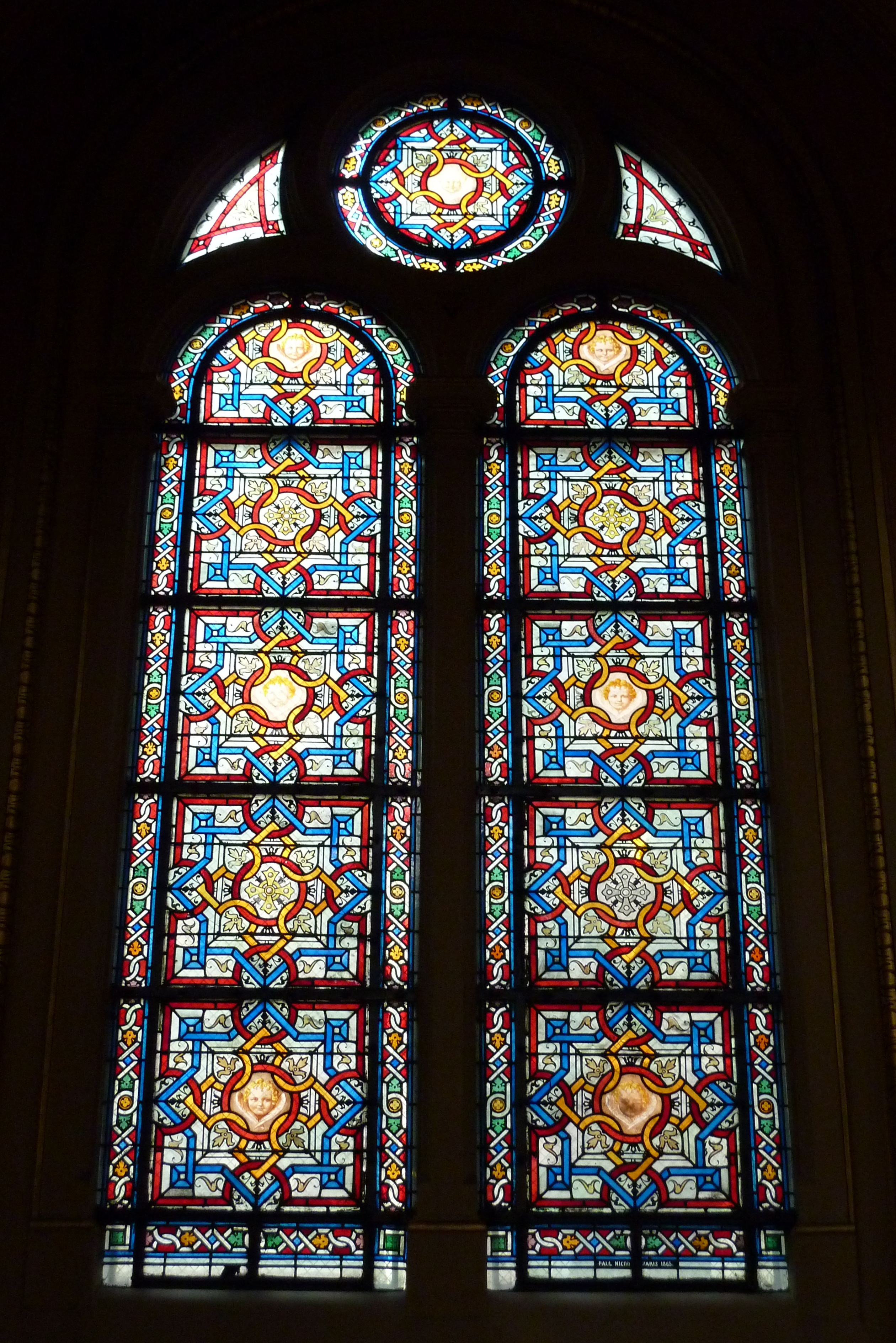
Fenster mit Ornamenten und der Signatur: PAUL NICOD Paris 1865
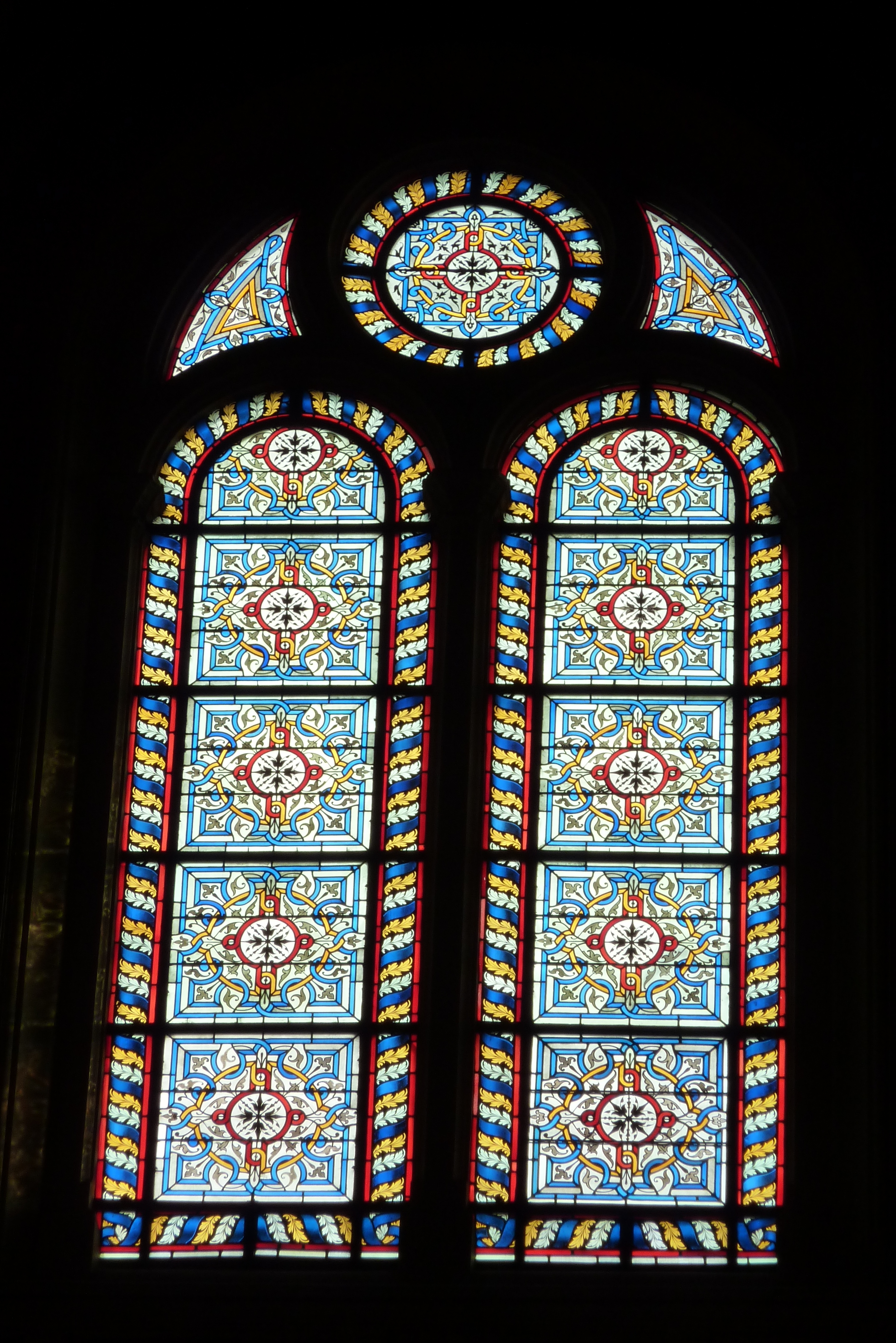
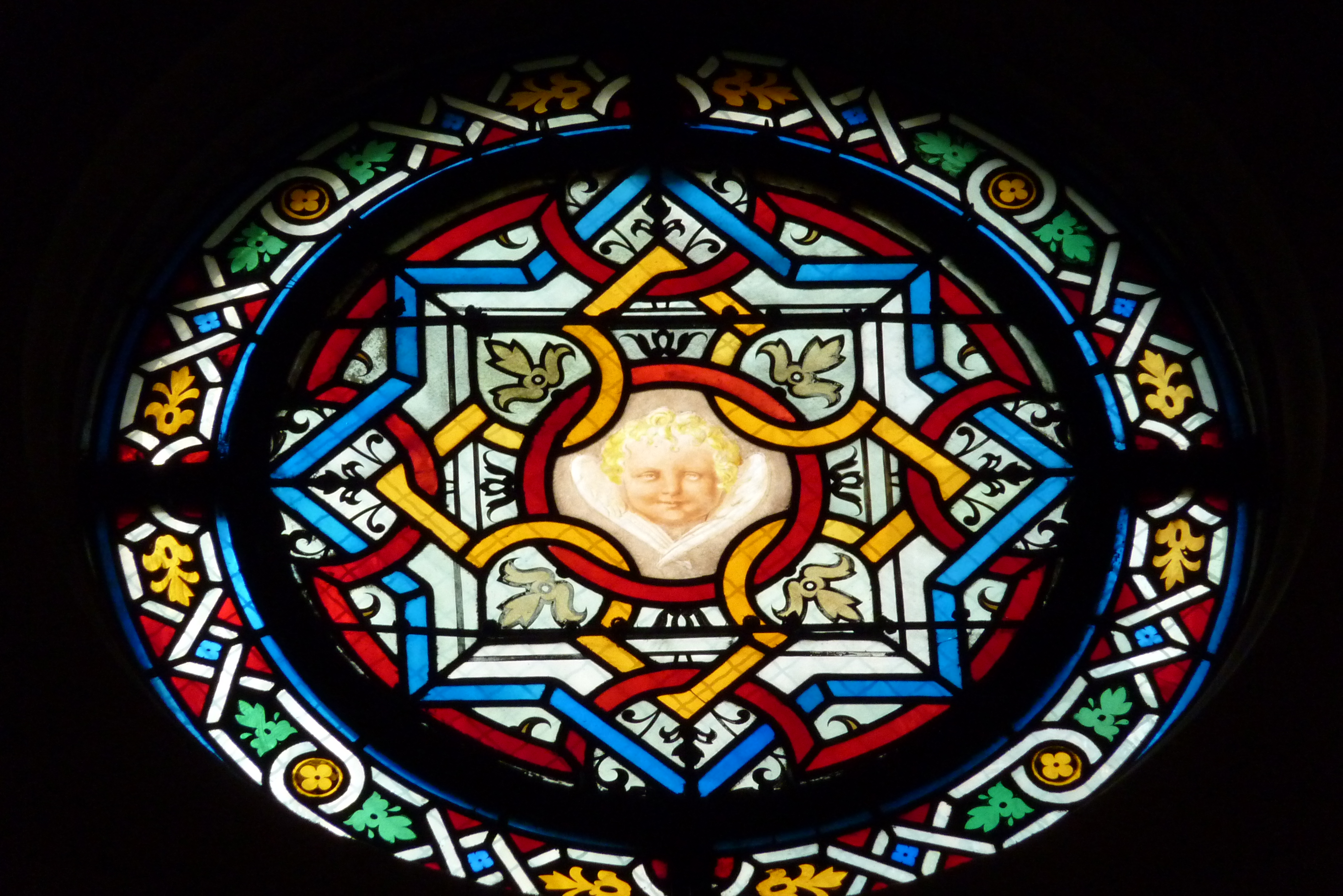

## Orgeln

### Hauptorgel

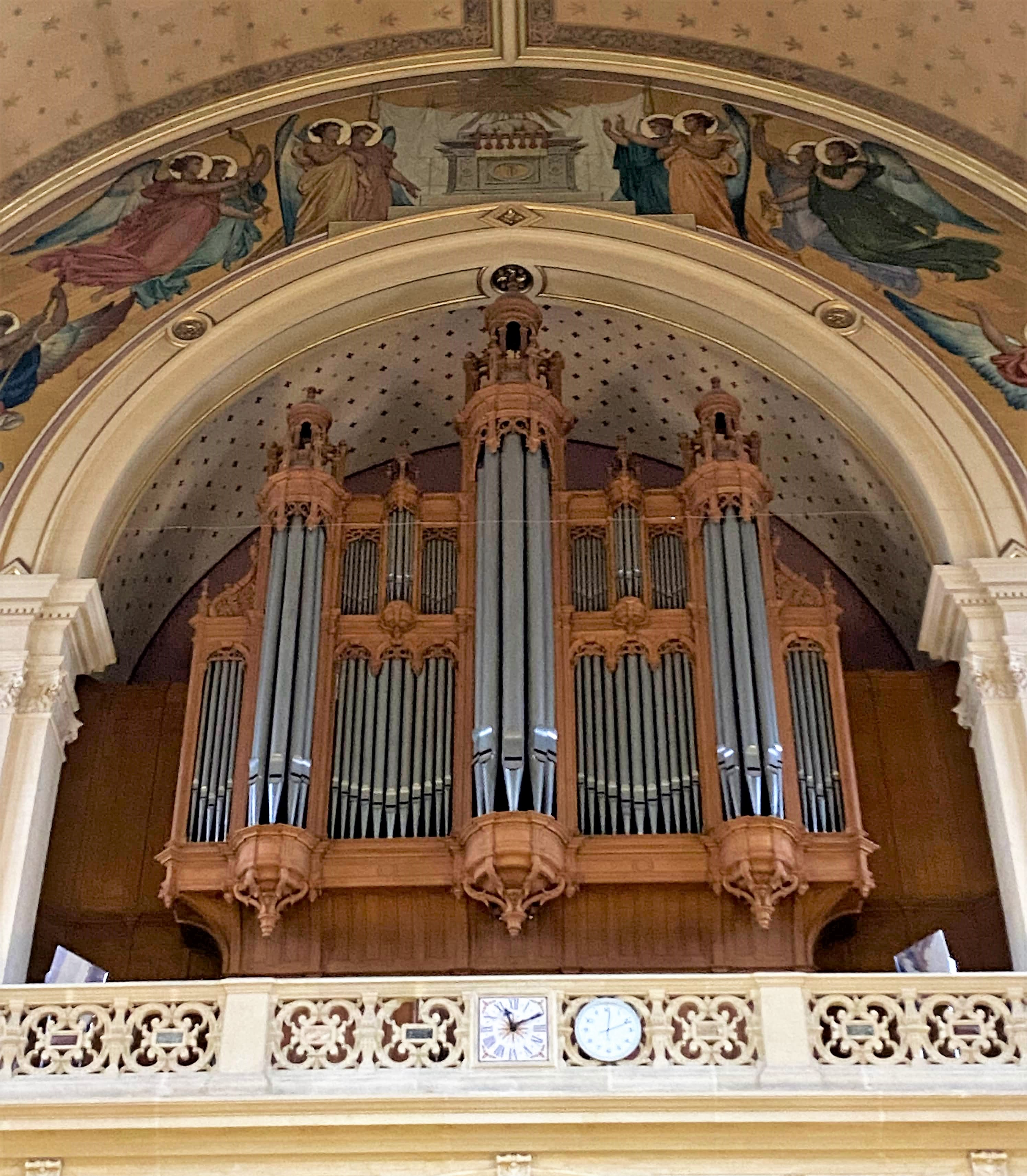
Hauptorgel von Cavaillé-Coll

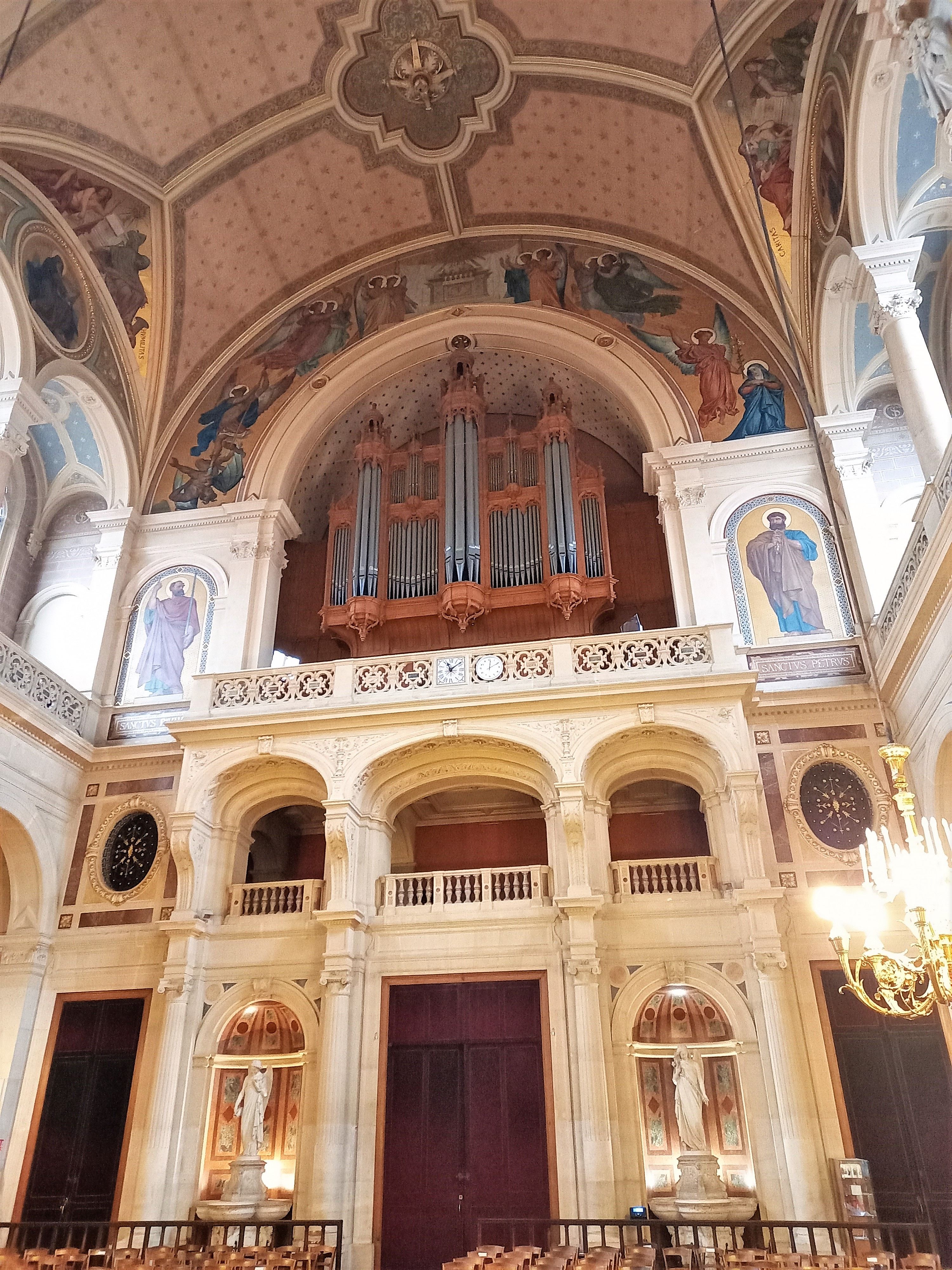
Blick zur Hauptorgel

Die Hauptorgel der Kirche geht auf Aristide Cavaillé-Coll zurück und wurde in den Jahren 1868 bis 1871 mit drei Manualen und 45 Registern errichtet. Ursprünglich lautete die Disposition:
| I Grand-Orgue C–g3 |       |
| Montre             | 16′   |
| Bourdon            | 16′   |
| Montre             | 8′    |
| Bourdon            | 8′    |
| Flûte harmonique   | 8′    |
| Gambe              | 8′    |
| Prestant           | 4′    |
| Quinte             | 2 ⁄3′ |
| Plein-Jeu V        |       |
| Cornet V           |       |
| Bombarde           | 16′   |
| Trompette          | 8′    |
| Clairon            | 4′    |

| II Positif C–g3  |     |
| Quintaton        | 16′ |
| Flûte harmonique | 8′  |
| Salicional       | 8′  |
| Unda Maris       | 8′  |
| Prestant         | 4′  |
| Flûte douce      | 4′  |
| Doublette        | 2′  |
| Piccolo          | 1′  |
| Cornet V         |     |
| Basson           | 16′ |
| Trompette        | 8′  |
| Clarinette       | 8′  |

| III Récit expressif C–g3 |    |
| Bourdon                  | 8′ |
| Flûte traversière        | 8′ |
| Gambe                    | 8′ |
| Voix céleste             | 8′ |
| Flûte octaviante         | 4′ |
| Octavin                  | 2′ |
| Trompette                | 8′ |
| Basson-hautbois          | 8′ |
| Voix humaine             | 8′ |
| Clairon                  | 4′ |

| Pédale C–f1 |     |
| Bourdon     | 32′ |
| Contrebasse | 16′ |
| Soubasse    | 16′ |
| Flûte       | 8′  |
| Bourdon     | 8′  |
| Violoncelle | 8′  |
| Flûte       | 4′  |
| Bombarde    | 16′ |
| Trompette   | 8′  |
| Clairon     | 4′  |

1901 erfolgten Änderungen (vor allem im Bereich der Intonation) durch die Firma Merklin, 1934 weitere durch die Firma Pleyel-Cavaillé-Coll, die auch den Einbau zusätzlicher Register beinhalteten. 1962–1965 wurde die Traktur elektrifiziert, die Windladen verändert, der Spieltisch erneuert sowie 7 neue Register eingebaut. Diese Arbeiten wurden von der Firma Beuchet-Debierre (Nantes) vorgenommen. Nach einer Überholung im Jahr 1979 (Jacques Picaud, Olivier Glandaz) erfolgten 1993 posthum die von Olivier Messiaen kurz vor seinem Tod ausgearbeiteten Veränderungen, welche wiederum durch Olivier Glandaz ausgeführt wurden. Das ursprünglich (1871) 46 Register umfassende Instrument besitzt seitdem 61 Register und 82 Pfeifenreihen auf drei Manualen und Pedal bei elektrischer Spiel- und Registertraktur. Die Orgel hat folgende Disposition:
| I Grand-Orgue C–g3 |                   |        |
| 01.                | Montre            | 16′    |
| 02.                | Bourdon           | 16′    |
| 03.                | Montre            | 08′    |
| 04.                | Flûte harmonique0 | 08′    |
| 05.                | Bourdon           | 08′    |
| 06.                | Gambe             | 08′    |
| 07.                | Prestant          | 04′    |
| 08.                | Flûte octaviante  | 04′    |
| 09.                | Quinte            | 02 ⁄3′ |
| 10.                | Doublette         | 02′    |
| 11.                | Cornet V          |        |
| 12.                | Plein Jeu IV      |        |
| 13.                | Cymbale II–IV     |        |
| 14.                | Bombarde          | 16′    |
| 15.                | Trompette         | 08′    |
| 16.                | Clairon           | 04′    |

| II Positif C–g3 |                   |         |
|                 | Schwellbar        |         |
| 17.             | Cor de nuit       | 08′     |
| 18.             | Flûte douce       | 04′     |
| 19.             | Nazard            | 02 ⁄3′  |
| 20.             | Flageolet         | 02′     |
| 21.             | Tierce            | 01 3⁄5′ |
| 22.             | Piccolo           | 01′     |
| 23.             | Clarinette        | 08′     |
|                 | Nicht schwellbar  |         |
| 24.             | Quintaton         | 16′     |
| 25.             | Principal         | 08′     |
| 26.             | Flûte harmonique0 | 08′     |
| 27.             | Salicional        | 08′     |
| 28.             | Unda maris        | 08′     |
| 29.             | Prestant          | 04′     |
| 30.             | Doublette         | 02′     |
| 31.             | Cornet II–V       |         |
| 32.             | Fourniture IV     |         |
| 33.             | Basson            | 16′     |
| 34.             | Trompette         | 08′     |
| 35.             | Clairon           | 04′     |

| III Récit expressif C–g3 |                   |         |
| 36.                      | Bourdon           | 16′     |
| 37.                      | Flûte traversière | 08′     |
| 38.                      | Bourdon           | 08′     |
| 39.                      | Gambe             | 08′     |
| 40.                      | Voix céleste      | 08′     |
| 41.                      | Flûte octaviante  | 04′     |
| 42.                      | Nazard            | 02 ⁄3′  |
| 43.                      | Octavin           | 02′     |
| 44.                      | Tierce            | 01 3⁄5′ |
| 45.                      | Cymbale III       |         |
| 46.                      | Bombarde          | 16′     |
| 47.                      | Trompette         | 08′     |
| 48.                      | Basson-Hautbois0  | 08′     |
| 49.                      | Voix humaine      | 08′     |
| 50.                      | Clairon           | 04′     |
|                          | Tremblant         |         |

| Pédale C–f1 |              |     |
| 51.         | Flûte        | 32′ |
| 52.         | Soubasse     | 16′ |
| 53.         | Contrebasse0 | 16′ |
| 54.         | Flûte        | 08′ |
| 55.         | Bourdon      | 08′ |
| 56.         | Violoncelle  | 08′ |
| 57.         | Flûte        | 04′ |
| 58.         | Plein Jeu IV |     |
| 59.         | Bombarde     | 16′ |
| 60.         | Trompette    | 08′ |
| 61.         | Clairon      | 04′ |

- Koppeln: II/I, III/I, III/II, I/P, II/P, III/P, I/P 4', II/P 4', III/P 4', I/I 16', I/I 4', II/II 16', II/II 4', III/III 16', III/III 4'.
- Spielhilfen: 12-stufiges Registercrescendo, 6 freie Kombinationen.

### Chororgel

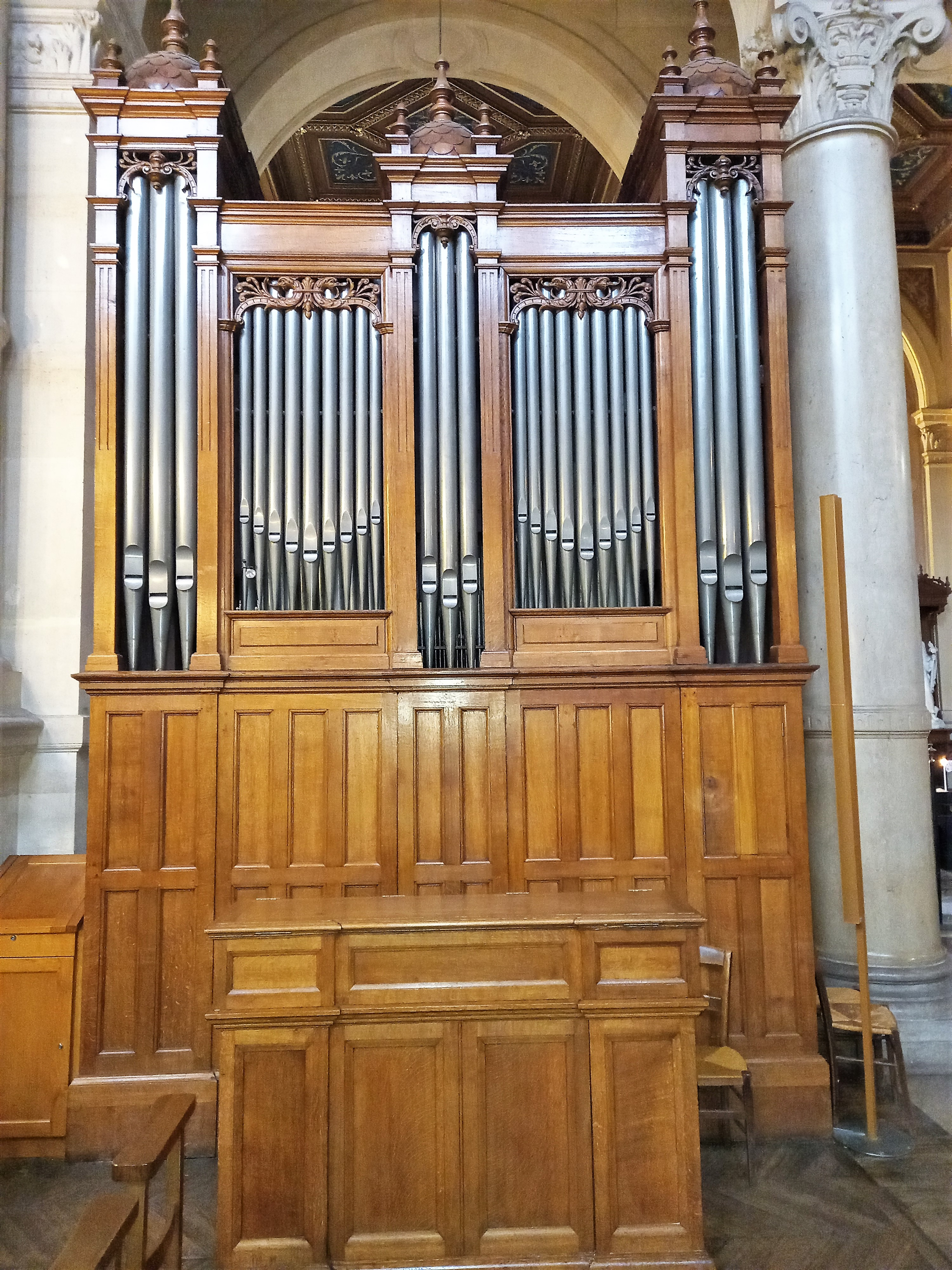
Chororgel

Des Weiteren existiert eine Chororgel von Cavaillé-Coll aus dem Jahre 1870 mit zwei Manualen, 15 Registern bei mechanischer Spiel- und Registertraktur. Die Disposition der Chororgel lautet wie folgt:
| I Grand-Orgue C–g3 |                  |     |
| 1.                 | Bourdon          | 16′ |
| 2.                 | Montre           | 8′  |
| 3.                 | Flûte harmonique | 8′  |
| 4.                 | Salicional       | 8′  |
| 5.                 | Prestant         | 4′  |
| 6.                 | Plein jeu II-IV  |     |

| II Récit expressif C–g3 |                  |     |
| 7.                      | Cor de nuit      | 8′  |
| 8.                      | Gambe            | 8′  |
| 9.                      | Voix céleste     | 8′  |
| 10.                     | Flûte octaviante | 4′  |
| 11.                     | Basson           | 16′ |
| 12.                     | Trompette        | 8′  |

| Pédale C–g3 |                    |     |
|             | Soubasse (= Nr. 1) | 16′ |
|             | Basse (= Nr. 7)    | 8′  |
|             | Basson (= Nr. 11)  | 16′ |

- Koppeln: II/I, I/P, II/P
- Spielhilfen: Trémolo

## Personen

### Künstler
Nicht vollständige Liste der an der Ausstattung und Dekoration der Kirche beteiligten Personen
- Félix-Joseph Barrias
- Jean Lecomte du Noüy
- Eugène-Louis Lequesne
- Aristide Cavaillé-Coll
- Francisque Joseph Duret
- Charles-Alphonse-Achille Gumery
- François Désiré Laugée
- Elie Delaunay
- Mathurin Moreau[4]
- Charles Gumery, zwei Engelstatuen aus Marmor (La Pureté und L'Innocence)

### Titularorganisten
- 1868–1871: Charles-Alexis Chauvet
- 1871–1901: Alexandre Guilmant
- 1901–1931: Charles Quef
- 1931–1992: Olivier Messiaen
- 1992–2008: Naji Hakim
- ab 2011: Loïc Mallié[5]